# Euchloe simplonia
Euchloe simplonia é uma borboleta encontrada nas regiões montanhosas da Europa Ocidental e Norte de África. Os seus principais alimentos são Sinapis, Isatis, Aethionema, Iberis e Biscutella. Embora faltem dados, acredita-se que a espécie esteja restrita a uma pequena área dos Alpes ocidentais e está em vias de extinção na Europa. A espécie está intimamente relacionada com a Euchloe naina, e experimentos de cruzamento sugerem que E. nania pode ser uma subespécie, contudo isto é contestado por razões morfológicas.